# Maison romaine d'Épinal
La maison romaine d'Épinal est un édifice situé dans les Vosges, en Lorraine.

## Histoire

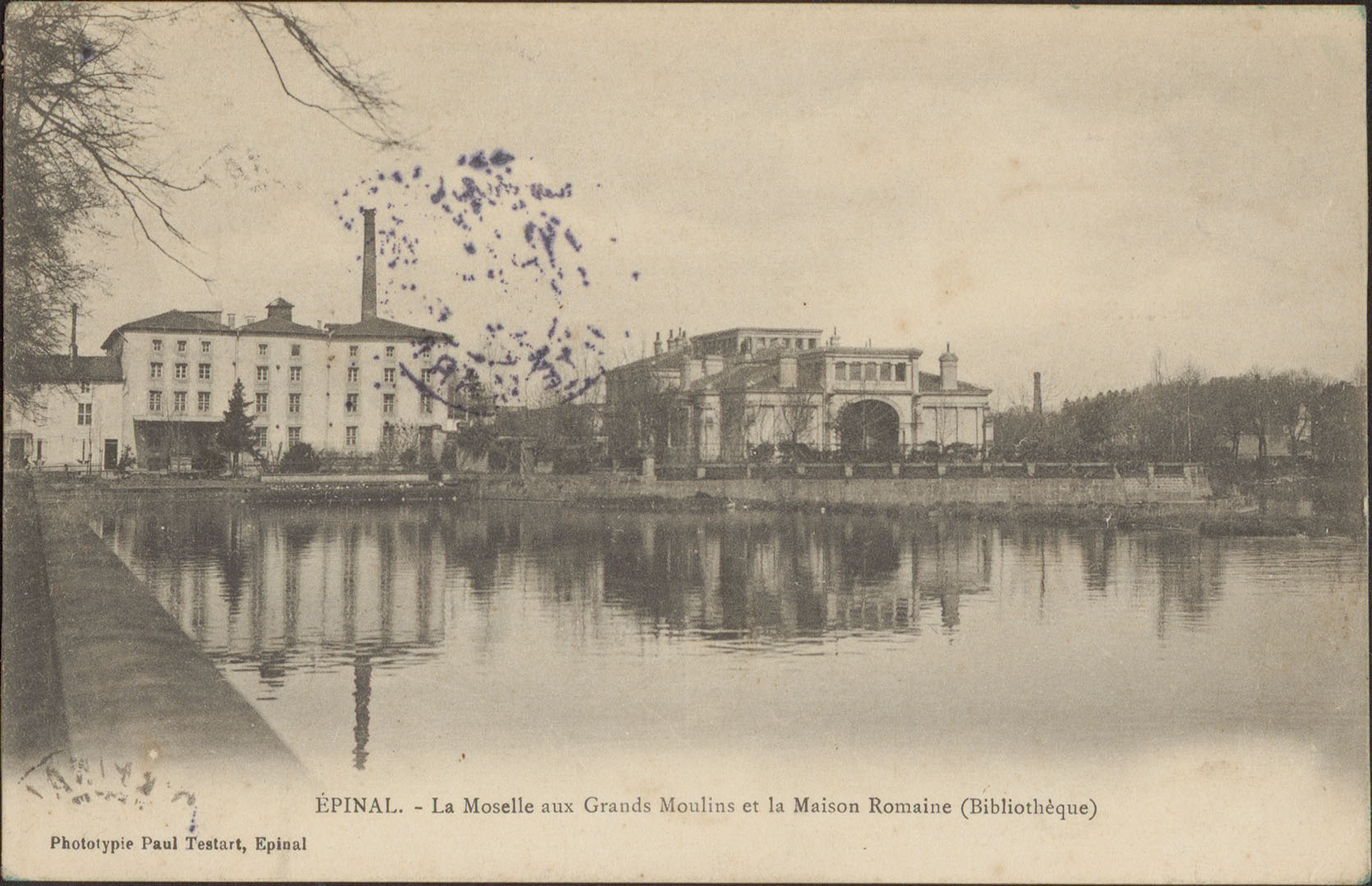
Les Grands Moulins et la maison romaine (carte postale Paul Testart).

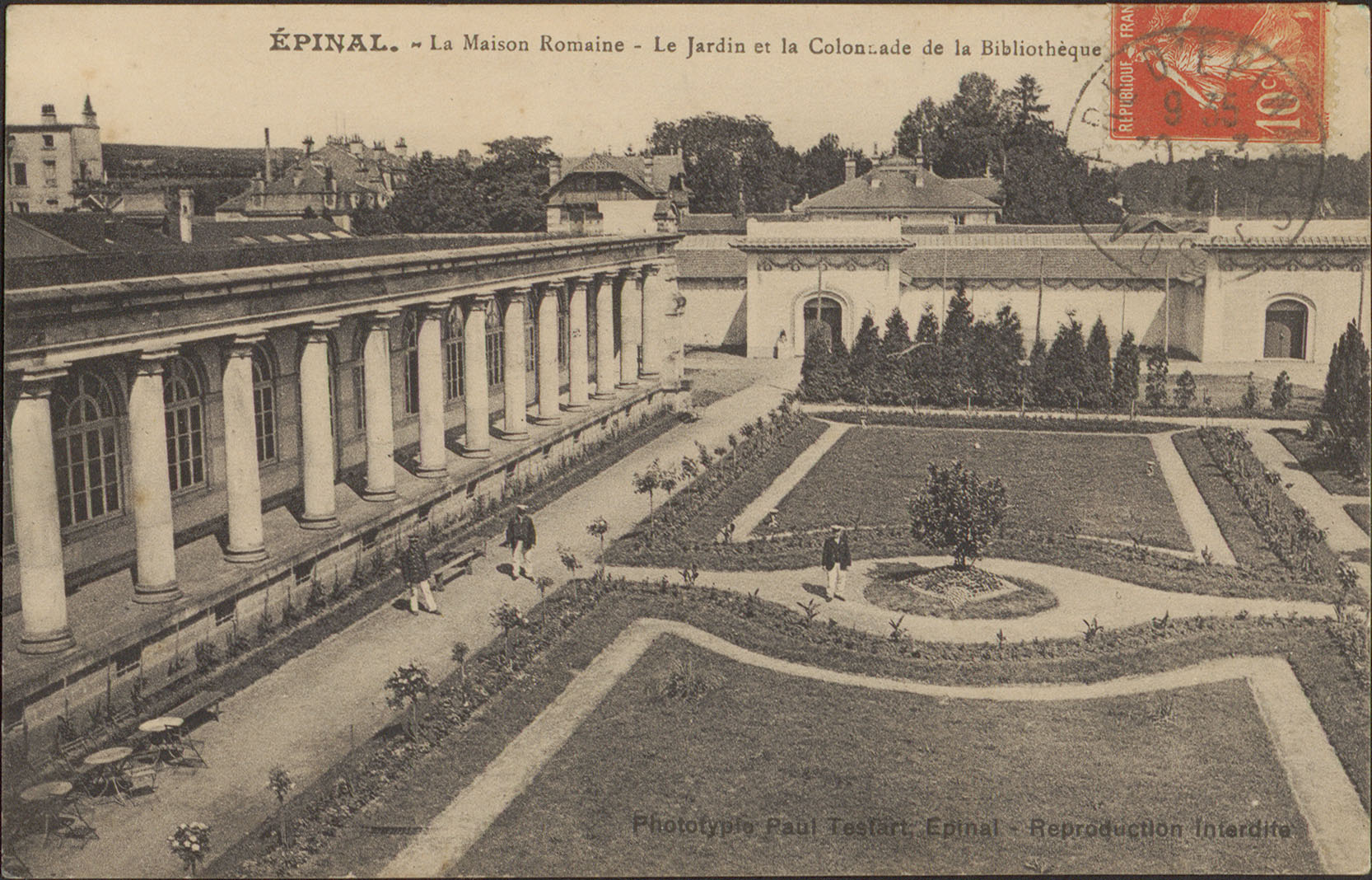
La maison romaine, le jardin et la colonnade de la bibliothèque (P. Testart.)

En 1892, Madame Leclerc-Morel, héritière de la fortune des Grands Moulins de Strasbourg, fait construire une maison de style pompéien à Épinal. L'architecte Jean Boussard y apporte des modifications pour le climat vosgien. Ruinée, la propriétaire ne verra jamais son projet aboutir. 
En 1902, la ville d'Épinal rachète l'édifice en vue d'y installer sa bibliothèque municipale. De 1906 à 2007, la maison romaine abrite alors la bibliothèque ainsi que les boiseries du XVIIIe siècle de l'Abbaye de Moyenmoutier. 
La maison — c'est-à-dire l'ensemble comprenant la villa, les dépendances, l'ancien jardin d'hiver, les murs de clôture et les jardins — est inscrite au titre des monuments historiques par arrêté du 22 novembre 1990.

## Architecture
Le hall d'entrée de la maison romaine est constitué de deux atriums couverts ainsi que de deux impluviums. Le tour extérieur du vaste bâtiment est constitué de colonnes. 
Deux statues de lion gardent l'entrée de la maison.  
Les peintures murales sont de style pompéien.  
Elle dispose d'une roseraie du style Jardin à la Française d'une superficie de 3000 mètres carrés, offrant plus de 500 variétés de rosiers.

## Galerie

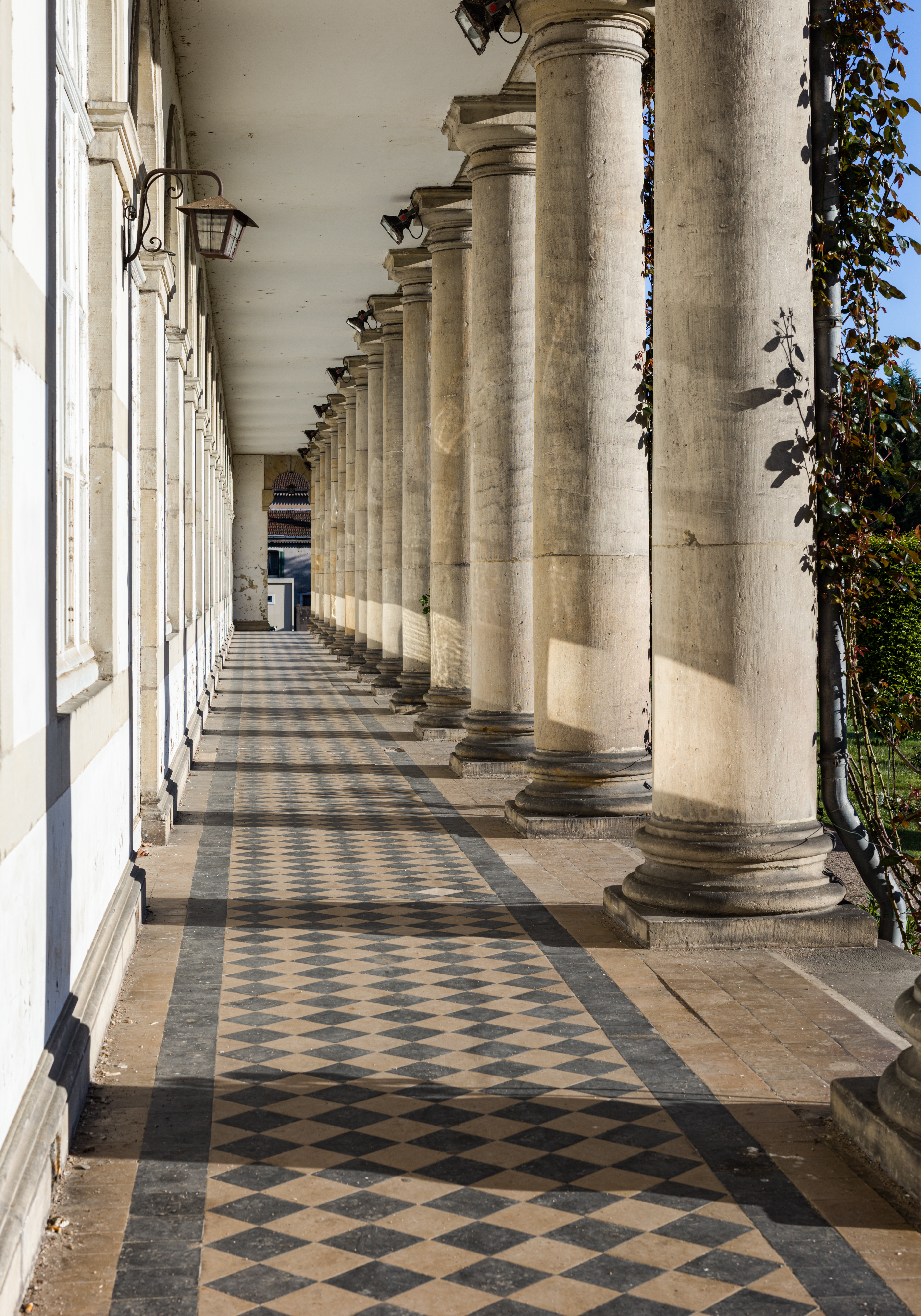
L'extérieur de la maison romaine avec ses colonnes
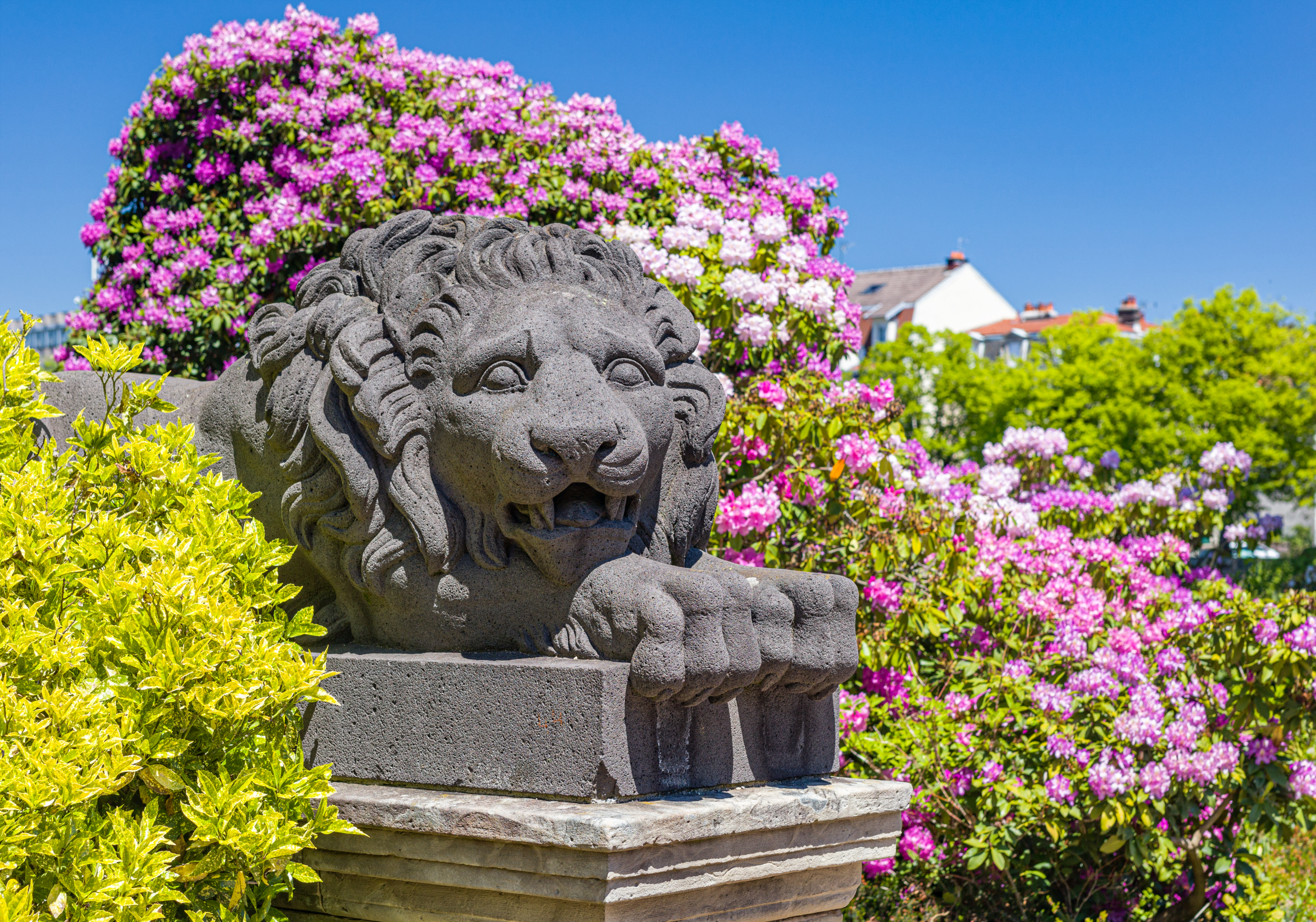
Un des deux lions à l'entrée de la maison
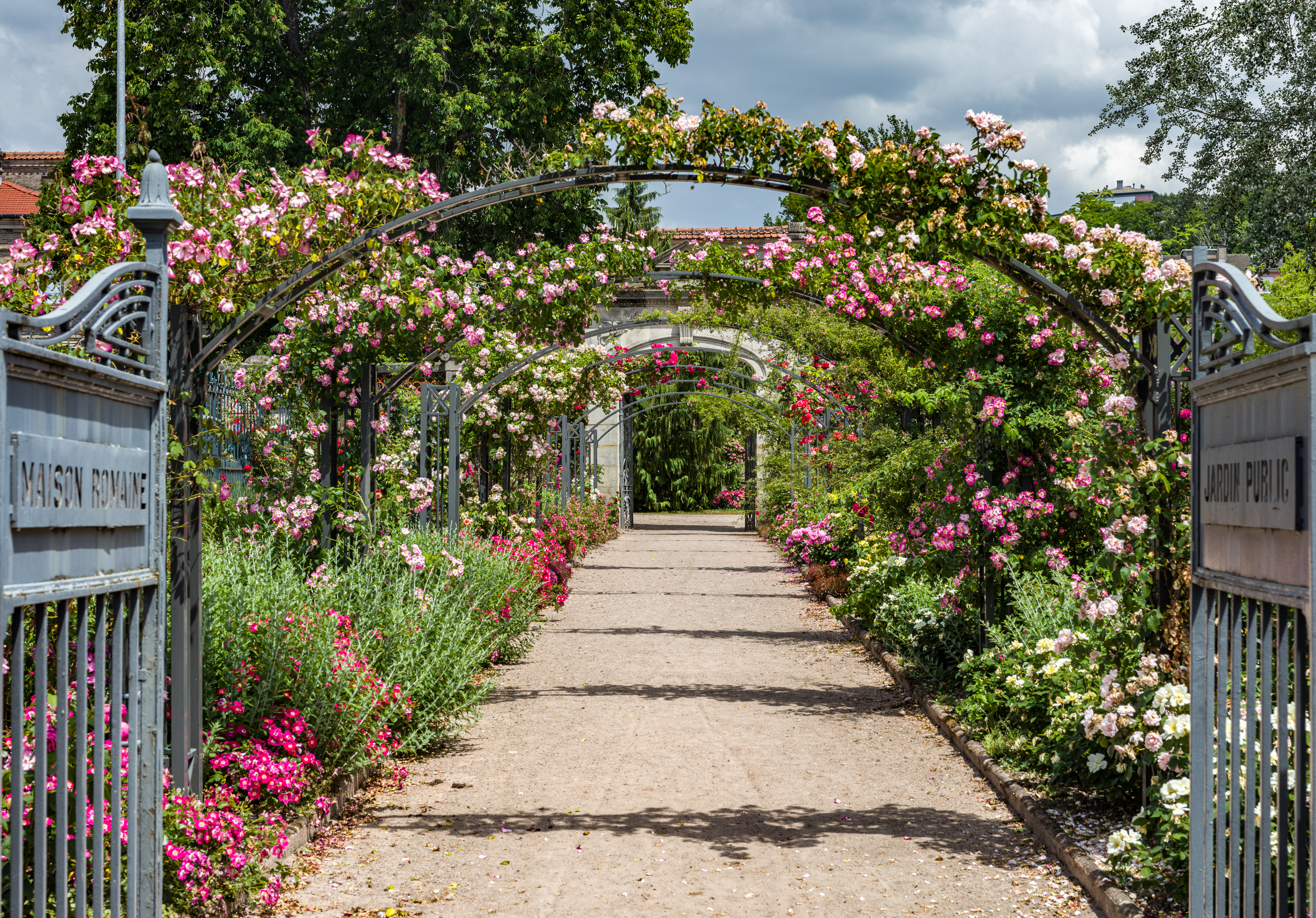
L'entrée de la roseraie
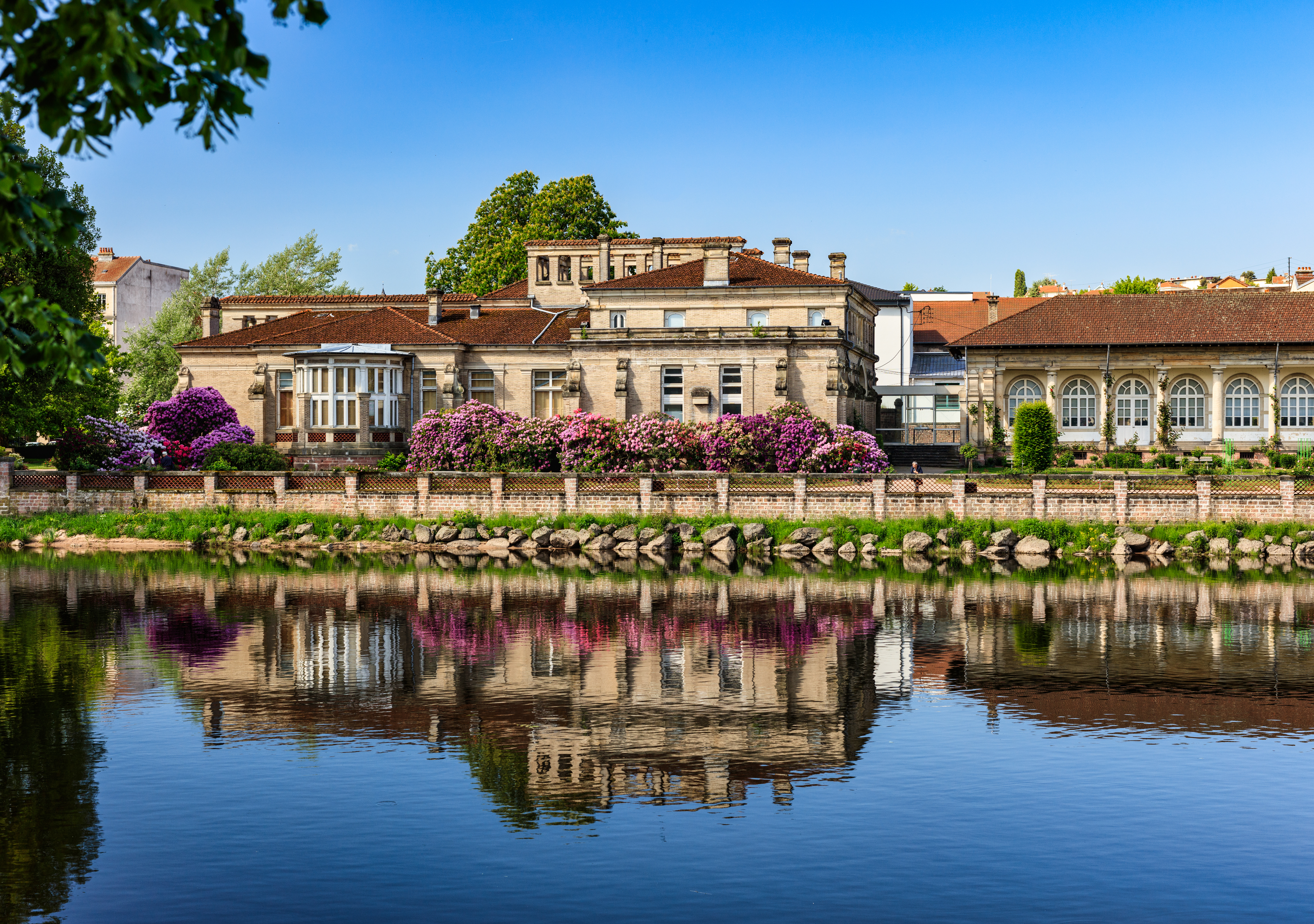
La maison romaine vue depuis la Moselle
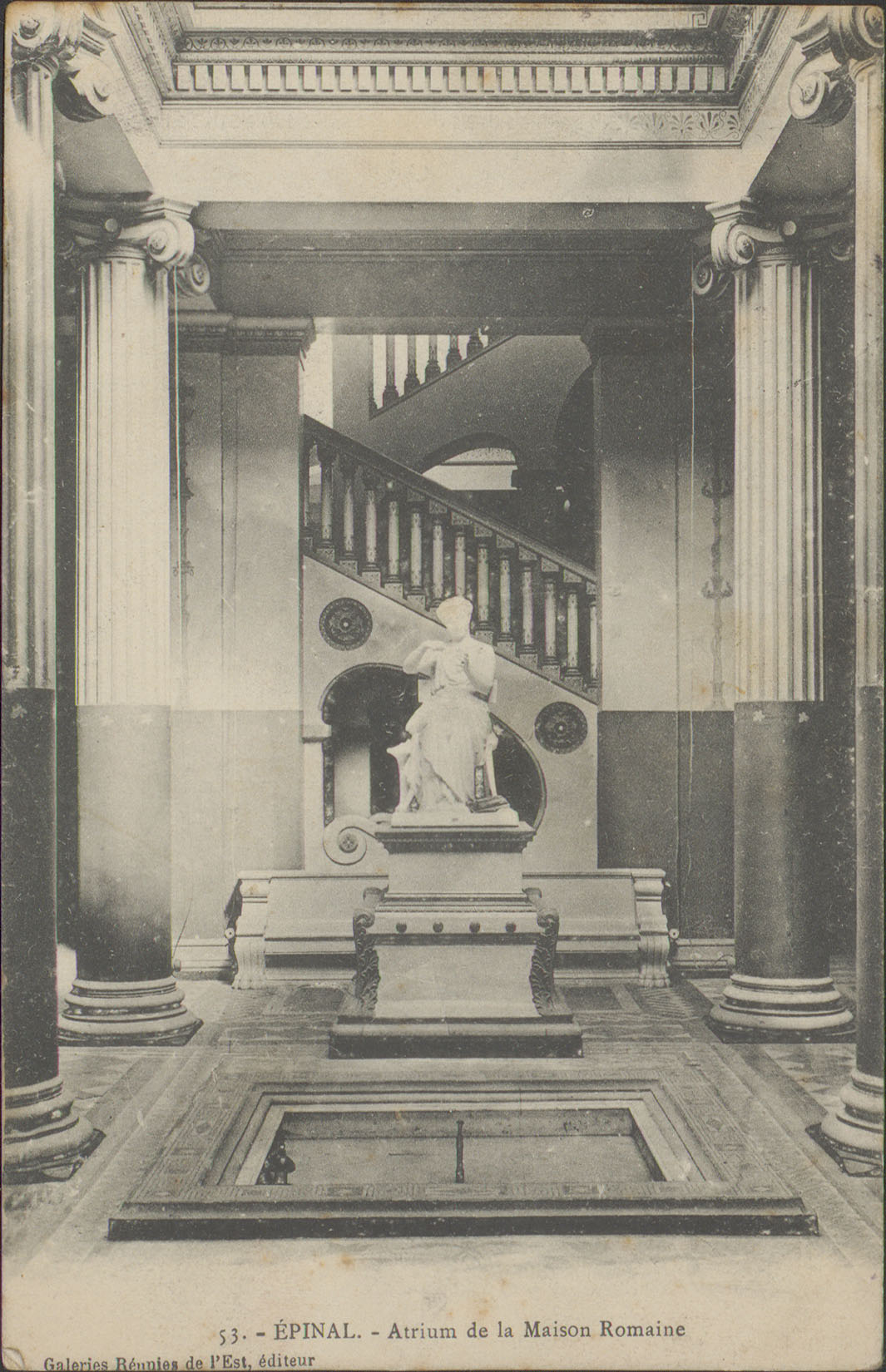
L'atrium de la maison romaine entre 1880 et 1945
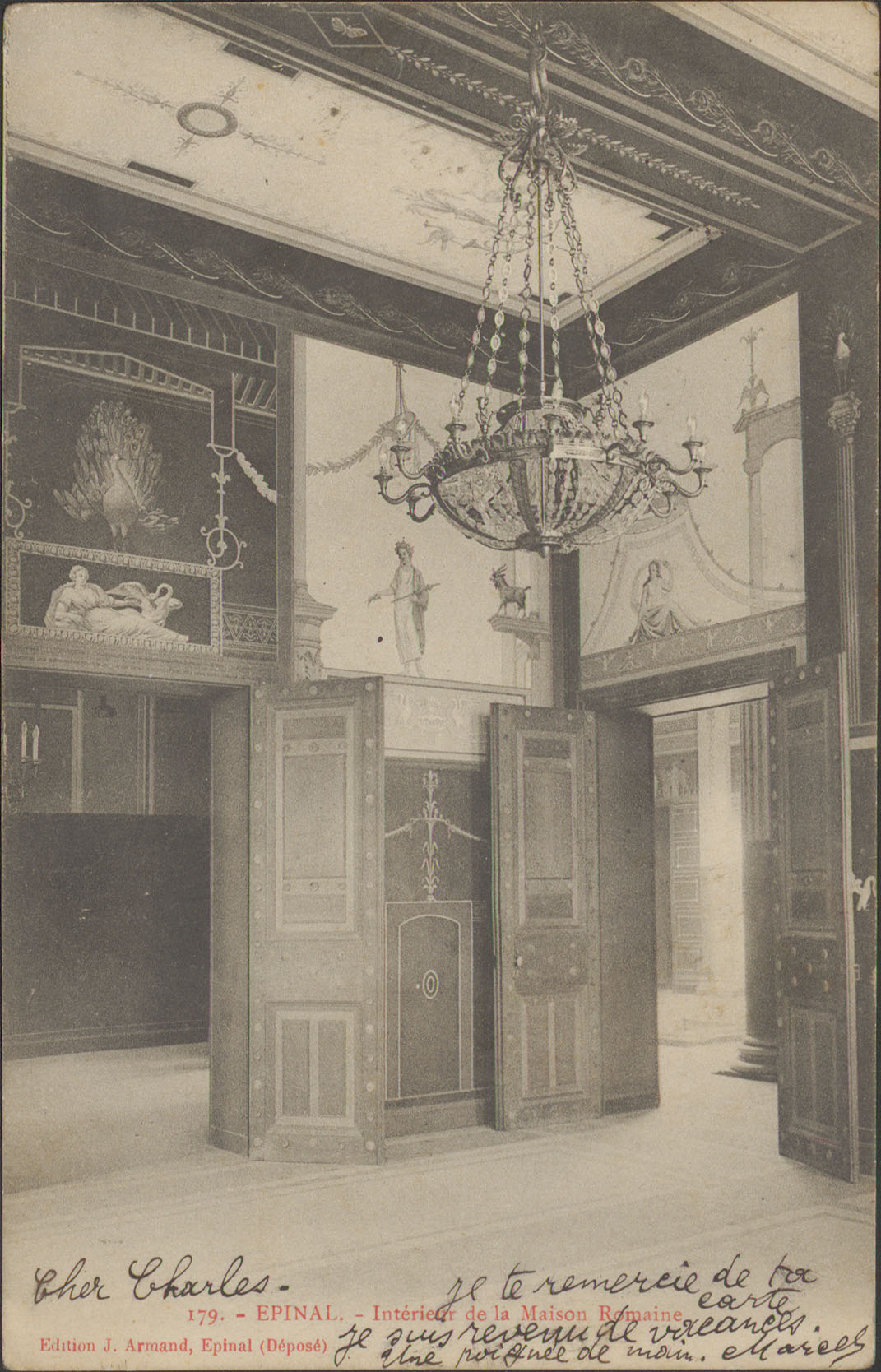
L'intérieur de la maison romaine entre 1880 et 1945